# História de Campina Grande
A história da urbanização da cidade de Campina Grande tem um forte vínculo com suas atividades comerciais desde os primórdios até os dias atuais. Primeiramente a cidade foi um lugar de repouso para tropeiros, em seguida se formou uma feira de artesanato e uma grande feira geral (grande destaque no Nordeste). Posteriormente, a cidade deu um grande salto de desenvolvimento devido à cultura do algodão, quando Campina Grande chegou a ser a segunda maior produtora de algodão do  mundo. Atualmente, a cidade tem grande destaque no setor de informática e desenvolvimento de softwares. Abaixo, seguem-se as etapas da urbanização da cidade de Campina Grande, passando pelos estados de aldeia, povoamento, vila e cidade.

## Fundação de Campina Grande
Normalmente a origem de Campina Grande é dada à ocupação dos índios Ariús na aldeia de Campina Grande.Os indíos foram  liderados por Teodósio de Oliveira Lêdo que era conhecido por Capitão do donatário/capitão-mor do Sertão brasileiro. em 1º de dezembro de1697, o capitão-mor fez a consolidação do povoado e seu desenvolvimento, integrando o sertão com o litoral, levando em  consideração que o posicionamento geográfico de Campina Grande é privilegiado, sendo passagem dos viajantes do oeste para o litoral paraibano.

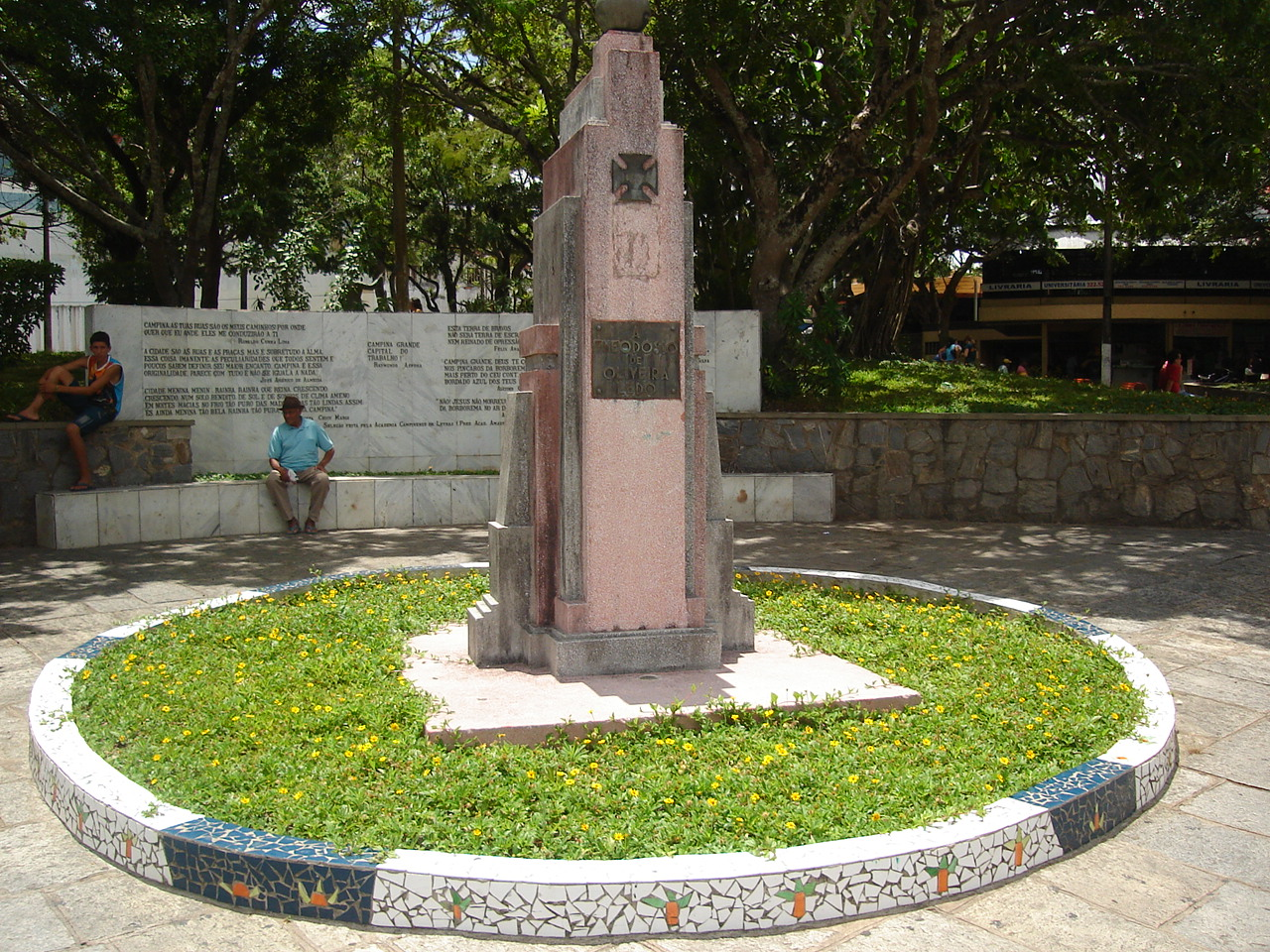
Monumento da Praça Clementino Procópio feito em homenagem a Teodósio de Oliveira Lêdo.

### Controvérsia
No entanto, a fundação de Campina Grande ainda gera controvérsias, pois a localidade podia já estar ocupada quando Teodósio chegou com os índios Ariús. O principal indício de que Campina Grande é mais antiga do que se pensa é a presença de seu nome em um mapa italiano, elaborado por Andreas Antonius Horatiy, que se encontra no livro "Istoria delle Guerre del Regno del Brasile Accadute tra la Corona de Portogallo e la Republica de Olanda", de autoria do frei Giuseppe Santa Teresa. Este livro italiano foi publicado em Roma no ano de 1698, que foi um ano após a fundação de Campina Grande. Entretanto, apesar de Campina Grande ter sido fundada em 1697, somente no dia 14 de maio de 1699 o governador da Paraíba Manuel Soares de Albergaria escreveu uma carta ao Rei de Portugal notificando-o sobre as descobertas de Teodósio de Oliveira Lêdo.

## Os Oliveira Lêdo
A história do surgimento de Campina Grande, assim como de várias cidades do interior paraibano, foi trilhada a partir dos feitos da família dos "Oliveira Lêdo", portugueses que residiam na região da Bahia próxima ao Rio São Francisco, que hoje integra o estado de Sergipe, e que partiram de lá, em 1664, para explorar uma sesmaria que lhe havia sido concedida ao longo do Rio Paraíba.
Inicialmente, os personagens importantes dentre os Oliveira Lêdo para o aldeamento de Campina Grande foram quatro: Custódio de Oliveira Lêdo, seu irmão Antônio de Oliveira Lêdo, e seus dois filhos, Constantino de Oliveira Lêdo e Teodósio de Oliveira Lêdo. É Teodósio de Oliveira Lêdo a quem se credita o título de "fundador de Campina Grande.
Dos quatro "Oliveira Lêdo",  a princípio apenas Teodósio não participava dos desbravamentos junto com seu irmão, pai e tio, continuando a ser criador de gado na Bahia. Antônio Oliveira Lêdo era desbravador das terras da Capitania da Paraíba, ainda ocupadas por indígenas, que eram chamados de "gentios". Antônio foi o primeiro capitão-mor da Infantaria de Ordenanças a Pé do Sertão da Paraíba. Junto com Custódio, seu irmão, e Constantino, seu filho, atravessaram várias regiões da Paraíba, encontrando os índios e fundando povoações, até chegarem na Serra da Borborema.
Nesse tempo, Teodósio de Oliveira Lêdo recebeu convite de seu irmão, Constantino, para trazer gado e mais gente para a Paraíba. Assim, Teodósio trouxe várias espécies de gado e gente de confiança, capaz de criar o gado e lutar contra os índios. Depois de alguns anos, Antônio de Oliveira Lêdo morreu, e foi Constantino que assumiu o seu lugar de capitão-mor, segundo a Lei. Depois da morte de Constantino, Teodósio foi nomeado capitão-mor das Fronteiras das Piranhas, Cariri e Piancó em 1694. Explorando a sesmaria, Teodósio lutou contra os índios Tapuias, estendendo seus limites até o Rio Piranhas, fundando um povoado.
Em 1694, as notícias sobre a atuação de Teodósio de Oliveira Lêdo na ocupação da Capitania da Paraíba e na luta contra os gentios chegaram até o governador-geral D. João de Lencastre, que o chamou até a capital da capitania, onde o governador Manuel Nunes Leitão assinou a patente garantindo a Teodósio munição, pólvora, farinha, alimentação e especiaria.
Depois de receber a patente, Teodósio voltou ao arraial formado no Rio Piranhas. Com mais pólvora e munição, continuou a desbravar novas terras, arrendando propriedades, fazendo novos povoamentos e aumentando a criação de gado da Paraíba. O povoado do Rio Piranhas cresceu e virou uma povoação maior.

## Aldeiamento pelos índios Ariús

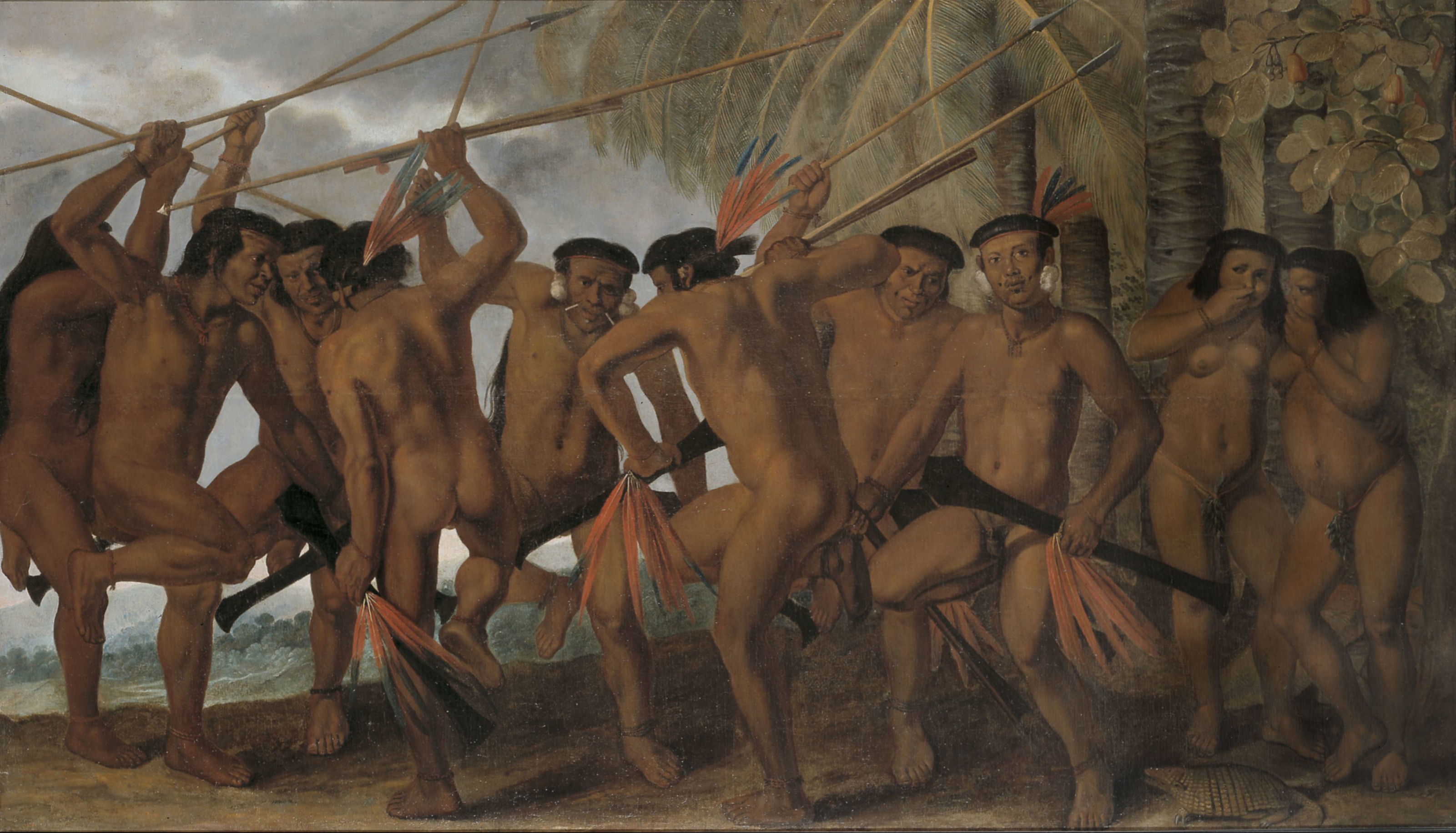
Indígenas tapuias dançando. Os índios ariús são descendentes dos tapuias.

Depois de algum tempo, Teodósio foi chamado pelo governador-geral D. João de Lencastre para falar com o governador da capitania. Em sua viagem até à Capital, onde deveria falar com o governador da capitania, Teodósio de Oliveira Lêdo levava consigo um grupo de índios Ariús, povo indígena descendente dos Tapuias, que se aliaram a Teodósio.
Na ida para a Capital, Teodósio passou pela Borborema, por um caminho diferente, numa chapada espaçosa, uma campina verde. Foi este local que Teodósio escolheu para demorar um pouco e descansar sua gente. Gostando do lugar, Teodósio decidiu aldear os índios ariús aldeados naquela localização, em 1 de dezembro de 1697. Depois, partiu para a Capital.
O aldeamento dos Ariús teve  importância política, tendo até sido citado na carta de maio de 1699 do capitão-mor ao rei de Portugal. A partir de então a localidade passa a ser conhecida  formalmente.
Chegando à capital, foi falar com o governador que já não era o mesmo da outra visita: Manuel Nunes Leitão fora substituído por Manuel Soares de Albergaria. Lá, expôs a situação atual do Sertão, de como os índios estavam fazendo devastações e queimadas em suas propriedades e em todo o sertão. Teodósio então pediu munição, armas e soldados, para contornar o problema com os índios do Sertão. Com esta conversa, Teodósio de Oliveira Lêdo conseguiu pólvora, balas e armamentos, quarenta alqueires de farinha, sal e soldados, entre eles indígenas aliados dos colonizadores.
No dia 1 de janeiro do ano seguinte, o capitão-mor Teodósio retorna ao Rio Piranhas, com a munição e soldados para lutar contra os índios. Nesse momento, a povoação às margens do Rio Piranhas já era chamada de Bom Sucesso, que mais tarde veio a se tornar a cidade com o mesmo nome: Bom Sucesso - PB. Usando tudo o que recebera do Governador, conseguiu reconquistar as terras no Sertão.
Os Ariús formaram a primeira rua do lugar, com casas de taipa, nas proximidades do Riacho das Piabas. Mais tarde a rua foi chamada de Rua do Oriente, atualmente chamada de Rua Vila Nova da Rainha. A economia do povoado  era sustentada pela feira das Barrocas, por onde passavam vários boiadeiros e tropeiros.

## Crescimento do povoamento
Um ano mais tarde, voltou onde havia aldeado os índios Ariús já a algum tempo. Com um ano, a aldeia já era povoação e se chamava Campina Grande. Devido à ótima localização do povoamento, pois ficava no ponto de passagem do litoral para o sertão, Teodósio incentivava fortemente o crescimento da população e o desenvolvimento do lugar.
O capitão-mor trouxe da capital um padre italiano da ordem de Santo Antônio para realizar um trabalho de batismo nos índios do povoamento. Nessa época, para exercer suas atividades, o padre construiu uma pequena casa, feita de taipa, para servir de igreja, realizando missas e batismos. Tempos mais tarde, um decreto real mandado pela Coroa concedia 25 mil réis para cada Aldeia ou Capela, em forma de ajuda. O padre utilizou estes recursos para melhorar a igreja. Esta igreja continuou existindo, com melhorias graduais. Em 1753 foi reformada e aumentada e somente em 1793, depois de outra reforma, obteve seu aspecto atual: a antiga igreja de taipa se tornou a Catedral Nossa Senhora da Conceição, Catedral de Campina Grande.
A igreja construída pelo padre trazido por Teodósio de Oliveira Lêdo se situava no alto da ladeira da Rua do Oriente (atual Rua Vila Nova da Rainha). A igreja influenciou a construção de várias casas na região, que hoje constitui a avenida mais importante de Campina Grande, a Avenida Floriano Peixoto.
Campina Grande teve desenvolvimento muito lento e pouco mudou por todo o século XVIII. Outra aldeia, a de Cariri, mais recente que Campina Grande, tomou a dianteira, progrediu muito rapidamente e se tornou Freguesia já em 1750, fazendo Campina Grande depender desta. A freguesia formada pela aldeia de Cariri foi chamada Freguesia de Milagres, já que sua padroeira era a Nossa Senhora dos Milagres. Apenas em 1769, 19 anos depois, foi que Campina Grande se tornaria também Freguesia, libertando-se de dependências com a Freguesia de Milagres. Depois de virar freguesia, Campina Grande teve maior desenvolvimento.

## Surgimento da vila
No fim do século XVIII, a Coroa pretendia criar novas vilas na capitania. Nesta época, a capitania da Paraíba era sujeita à de capitania de Pernambuco, cujo governador era D. Tomás José de Melo. Em 1787, o ouvidor da capitania da Paraíba, Antônio F. Soares, pediu ao governador de Pernambuco a criação de três vilas na capitania. Duas dessas vilas o ouvidor criaria em Caicó e em Açu, onde já havia povoamentos e nesta época faziam parte da Capitania da Paraíba. A outra, pretendia criar na região do Cariri, que compreendia parte do que hoje são a Microrregião do Cariri Oriental e do Cariri Ocidental. Campina Grande e Milagres eram as duas freguesias candidatas à virarem Vila que estavam naquela região.
Assim, em abril de 1790, Campina Grande foi escolhida pelo Ouvidor Brederodes para se tornar Vila, devido à suas terras cultivadas produzirem mais riquezas e principalmente devido à sua melhor localização, estando entre a capital no litoral e o sertão.
No dia 6 de abril, Campina Grande passou a ser chamada oficialmente de Vila Nova da Rainha, em homenagem à Rainha Dona Maria I. Apesar da mudança de nome, os habitantes locais continuaram a chamar o lugar de Campina Grande, e somente em textos oficiais e formais o nome Vila Nova da Rainha era utilizado.
No dia 20 de abril de 1790, o Pelourinho foi criado na nova vila. Em relação à administração da vila, ela era dada por 2 vereadores e 2 juízes ordinários. Os dois primeiros vereadores da Vila Nova da Rainha foram: Joaquim Gomes Correia e Luiz Pereira Pinto e os dois primeiros juízes, Pedro Francisco Macedo e Paulo Araújo Soares. Destes quatro, três eram descendentes da família Oliveira Lêdo: Paulo Soares, Luiz Pinto e Joaquim Gomes. A Cadeia de Campina Grande foi contraída em 1814, no largo da Matriz (atual Avenida Floriano Peixoto). Este prédio hoje em dia é o Museu Histórico e Geográfico de Campina Grande.
A vila então possuía câmara municipal, cartório e pelourinho. Entretanto, a Vila Nova da Rainha não despertou grande interesse da capitania e crescia ainda muito lentamente: depois de 8 anos criada a vila, possuía pouco mais de cem casas com apenas 3 mil habitantes.
O território ocupado pelo município era bastante abrangente: compreendia o Cariri (a não ser por Serra do Teixeira),  parte do Agreste, parte do Brejo, abrangendo os  povoados de Fagundes, Boqueirão, Cabaceiras, Milagres,  Timbaúba do Gurjão, Alagoa Nova, Marinho, e outros, ao todo somando um território de mais de 900 km².
A criação da Vila de Cabaceiras, em 1835, e a Vila de Alagoa Nova, em 1850, justamente com outros desmembramentos,  fez a área da cidade reduzir-se consideravelmente. Além de reduzir muitas terras férteis que em Campina havia.
Em 1871, chegam em Campina Grande os primeiros imigrantes: árabes, ingleses, italianos, americanos, turcos, alemães, franceses, indianos e principalmente os dinamarqueses.

### A tragédia de 1856
Em 1852 a população da Vila já era de 17.900 pessoas, quando uma epidemia de cólera-morbo matou cerca de 1.550 pessoas do lugar, diminuindo quase 10% de sua população. A epidemia retornaria em 1862, desta vez vitimando 318 campinenses.
O Cemitério das Boninas, que ficava nos fundos do Colégio Alfredo Dantas (antigo "Grêmio de Instrução Campina-Grandense"), foi um dos lugares improvisados para o sepultamento desses mortos. Só em 1895 é construído o Cemitério Nossa Senhora do Carmo, no alto da Rua da Areia (atual rua João Pessoa). Até o ano de 1897, os mortos eram sepultados no Cemitério das Boninas (o "Cemitério Velho").

### Participação em revoluções

Bandeira de Campina Grande.

Em 1817, tem início a Revolução Pernambucana e a Vila Nova da Rainha participou com Padre Virgínio Campêlo e Padre Golçalves Ouriques, que não lutaram com armas, mas participaram com falas e como padres. Com a derrota do movimento, foram presos por 3 anos na Bahia. Sete anos depois, em 1824, a Vila Nova da Rainha participou da Confederação do Equador, dando auxílio com a "hospedagem" de presos trazidos do Ceará, dentre eles Frei Caneca, que ficou preso onde hoje existe o Museu Histórico e Geográfico de Campina Grande. Em 1848, a Vila também tem participação na Revolução Praieira. A participação de Campina Grande nessas três revoluções foi representada na Bandeira de Campina Grande na forma de três espadas.

### Construção das barragens

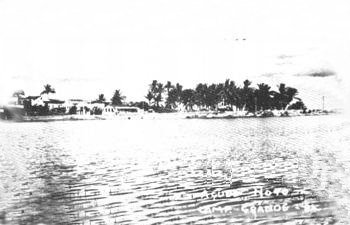
O Açude Novo, inaugurado em 1830.

Em 1828, foi construído um açude na Vila Nova da Rainha, pois esta possuía apenas riachos. Sobre o Riacho das Piabas foi construído o açude que hoje é conhecido como o Açude Velho, cartão postal de Campina Grande. O Açude Velho começou pequeno, mas então foi ampliado até adquirir as proporções que têm hoje, com uma área de 250 m². Dois anos depois, em 1830, outro açude foi construído para auxiliar o primeiro, este ficou conhecido como Açude Novo. Ambos os açudes ajudaram à população melhor resistir a uma desastrosa seca ocorrida em 1848. Um terceiro açude ainda foi criado, desta vez sobre o Riacho de Bodocongó. O nome do terceiro açude foi "Açude de Bodocongó", entregue à população no dia 15 de janeiro de 1917. Este açude propiciou o desenvolvimento da região, onde surgiu um bairro com o nome do açude, Bodocongó.

## A cidade

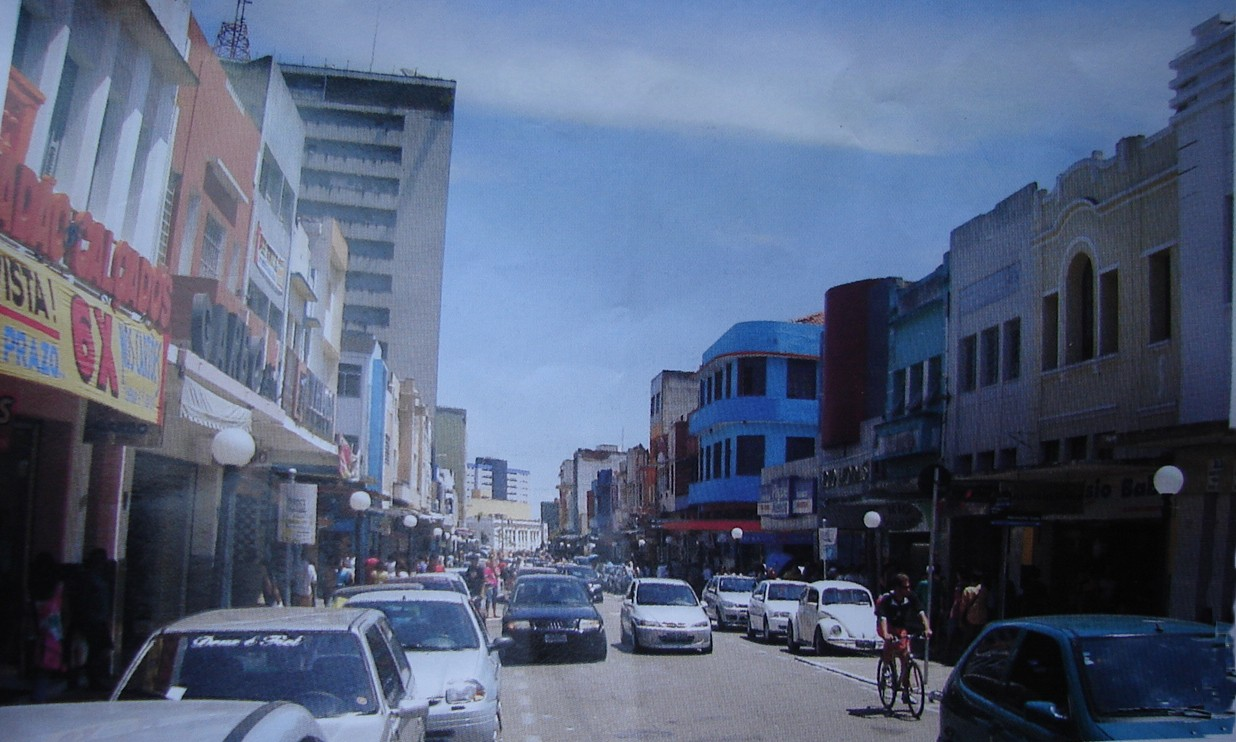
Rua Maciel Pinheiro em 2005: prédios históricos conservados hoje usados como lojas.

Em 11 de outubro de 1864, de acordo com a Lei Provincial nº 127, Campina Grande se eleva à categoria de Cidade. Neste momento, a Paraíba tinha dezesseis vilas e mais seis cidades: Parahyba (atual João Pessoa), Mamanguape, Areia, Sousa e Pombal.
A cidade de Areia, que se tornou cidade já em 1846, havia se tornado a mais destacada da Paraíba, fora a capital, tanto econômica, social e politicamente. Além disso, Areia tinha grande influência cultural e intelectual. Embora Campina Grande não fosse tão bem edificada quanto Areia, não era menor que ela. Na época, a cidade de Campina Grande tinha três largos e  cerca de  trezentas casas distribuídas em quatro ruas: a rua de origem, a Rua da Matriz (hoje Avenida Floriano Peixoto), a Rua do Meio (Afonso Campos), a Rua Grande (Maciel Pinheiro), a Rua do Seridó (Barão do Abiaí) e a Rua do Emboca (Peregrino de Carvalho). Possuía, ainda, duas igrejas: a da Matriz (hoje a Catedral) e a Igreja Nossa Senhora do Rosário, que veio a ser destruída  mais tarde pelo prefeito Vergniaud Wanderley (hoje  existe outra igreja com o mesmo nome). Possuía também uma cadeia e uma Câmara Municipal, entre outras construções.
Apesar de todo o desenvolvimento comercial que a cidade obteve, o aspecto urbano da mesma não mudava praticamente nada. Em  alguns anos, apenas os prédios da Cadeia Nova, da Casa de Caridade, do Grêmio de Instrução e Paço Municipal foram construídos. Porém, em se tratando de casas, muitas foram construídas fazendo com que, no fim do século XIX, Campina Grande tivesse cerca de 500 casas.
No ano de 1864 foi construído um prédio onde se faria o mercado. Este lugar teve vários nomes, dentre os quais: "Largo do Comércio  Novo", "Praça da Uruguaiana", "Praça das Gameleiras", "Praça da Independência" e, por fim, "Praça Epitácio  Pessoa". Em 1870 uma lei (Lei Provincial n.º 381) proibia que se fizesse banhos ou lavagem de roupas e de animais no Açude Novo, assim como ficou proibido vaquejadas nas ruas da cidade.
Em 1872, conforme o Decreto Imperial do dia 18 de setembro de 1865, faz padrão o sistema métrico decimal francês em Campina Grande.

### Revolta de Quebra-Quilos

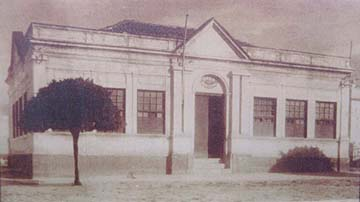
Antigo Paço Municipal, que foi demolido em 1942, deixando o espaço usado hoje como estacionamento da Catedral.

Em 1874, foi deflagrada a insurreição dos Quebra-Quilos, liderada por João Vieira (João Carga d'Água). Descendo a serra de Bodopitá, João Vieira e os demais revoltosos invadiram a feira da cidade, quebrando as medidas (caixas de um e cinco litros) que eram concedidas pelo município aos feirantes e jogaram os pesos no Açude Velho. A revolta foi tão generalizada, que não somente se alongou para outras cidades do Brejo e do Cariri, como também extrapolou as fronteiras do estado, chegando a Pernambuco e até Alagoas.
Depois de algum tempo os revoltosos já se encontravam em bom número e armados. Eram liderados por Manuel de Barros Sousa, conhecido como Neco de Barros, e também por Alexandre de Viveiros. Um dos objetivos de Alexandre de Viveiros era se livrar das provas de crimes os quais havia sido denunciado. Juntos, Manuel de Barros e Alexandre de Viveiros, invadiram a cadeia da cidade e libertaram todos os presidiários (que incluíam o pai de Manuel) e incendiaram os cartórios e o arquivo municipal. Demais de alguns meses, a revolta de Quebra-Quilos foi  impedida pelas forças policiais. Alexandre de Viveiros foi preso, mas João Carga d'Água ficou desaparecido.

### Desenvolvimento urbano
Em termos de desenvolvimento urbano, no final do século XIX, destaca-se a construção do primeiro sobrado da cidade, um dos mais elegantes do estado, e o surgimento das primeiras residências no bairro de São José e nas ruas da Lapa (hoje Rua 15 de Novembro), Serrotão e do Emboca (hoje Peregrino de Carvalho). O Paço Municipal, iniciada em 25 de março de 1877 e inaugurada no dia 2 de dezembro de 1879, ficava ao lado da Catedral, e foi demolida no ano de 1942, deixando o espaço usado hoje como estacionamento da igreja.
Em maio de 1891, um prédio foi construído com o intuito de ensinar e exibir o teatro, assim surge o Colégio Alfredo  Dantas. Mas antes do Colégio Afredo Dantas existia o Grupo Solon de Lucena que funcionava no antigo prédio da reitoria da Universidade Estadual da Paraíba, atualmente, Escola de Ensino Fundamental Solon de Lucena, Colégio Clementino Procópio e o Campinense.
Em julho de 1900, surge a primeira escola de Belas Artes. Em março de 1904, chegam em Campina os primeiros carros e ônibus.

## Crescimento com o ouro branco

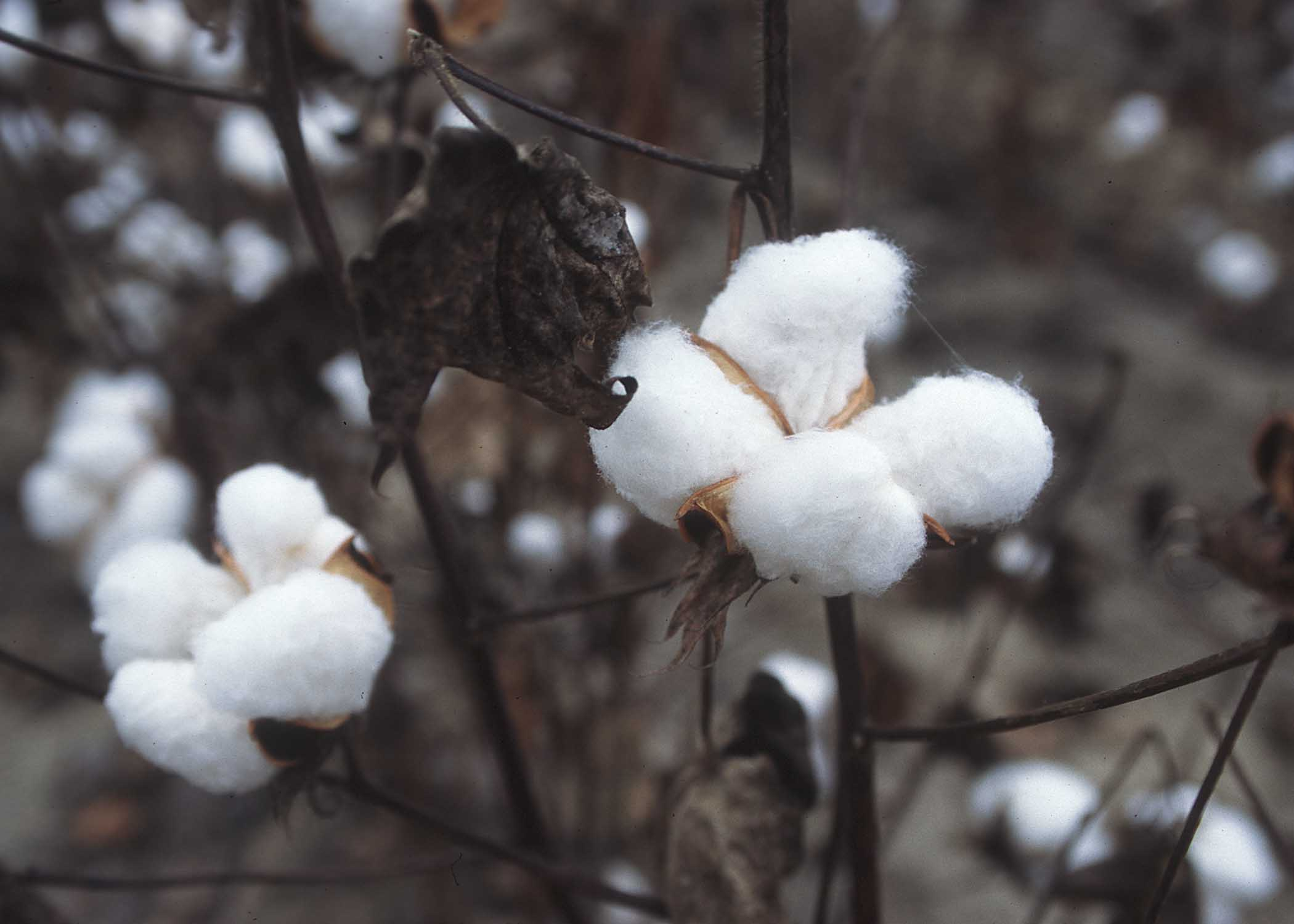
Algodão pronto para colheita.

Foi no século XX que ocorreram as mudanças mais significativas na economia e qualidade de vida da cidade.
O algodão no início do século XX foi para Campina Grande a principal atividade responsável pelo crescimento da cidade, atraindo comerciantes de todas as regiões da Paraíba e de todo o Nordeste. Até a década de 1940, Campina Grande era a segunda maior exportadora de algodão do mundo, atrás somente de Liverpool, na Inglaterra. Por isto, Campina Grande já foi chamada de a "Liverpool brasileira". Devido ao algodão, nesses anos Campina Grande viu crescer sua população de 20 mil habitantes, em 1907, para 130.000 habitantes, em 1939, o que representa um crescimento de 650% em 32 anos. No ano de 1936, o município tinha 14.575 prédios, além de 15 indústrias, cinco estabelecimentos bancários, colégios, cinemas, clubes, etc.
A produção de algodão teve um impulso importante com a chegada das linhas ferroviárias para a cidade, trazidas durante a administração do prefeito Cristiano Lauritzen, por estas consistirem de um tipo de transporte barato e de larga escala. Com o uso do trem, houve uma grande mudança na economia local: Campina pôde mais facilmente exportar sua produção de algodão (o "ouro branco"), assim como outros produtos para os portos mais próximos, principalmente o de Recife.

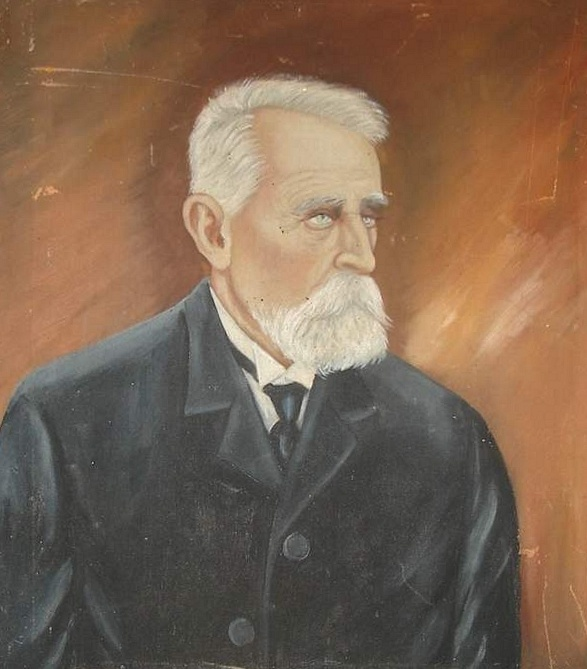
Foi o prefeito Cristiano Lauritzen que trouxe as ferrovias para a cidade.

Até 1931, a Paraíba foi o maior produtor de algodão do Brasil, com produção de 23 milhões de quilos de algodão em caroço. Com a crise do café em São Paulo, este passou a produzir algodão como alternativa. Em 1933, São Paulo já produzia 105 milhões de quilos em comparações com seus 3,9 milhões em 1929. Vários fatores foram responsáveis para o decadência de Campina Grande no ramo do algodão, as principais foram: 1) inexistência de um porto na Paraíba para grandes navios, pois João Pessoa não possuía tal porto, fazendo com que Campina Grande tivesse que usar o porto de Recife, mais distante, para o transporte do algodão); 2) preço em comparação ao produto de São Paulo; 3) Ingresso de outras empresas estrangeiras no mercado do algodão.

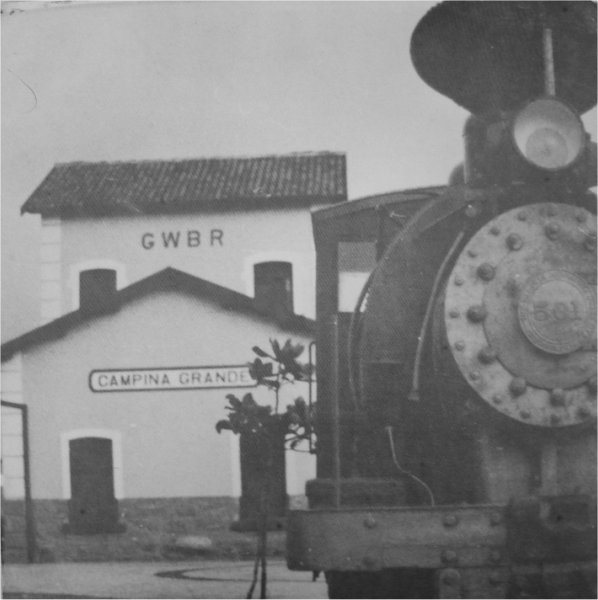
Estação Ferroviária Great Western, inaugurada em 1907.

No decorrer do Século XX, a capital da Paraíba, João Pessoa, perdeu importância e viu a ascensão de Campina  Grande, cidade do interior do estado. A economia pessoense, na primeira metade do século, praticamente se  estagnou. Até os anos 60, era praticamente uma capital administrativa, pois Campina Grande aproximou-se do posto de cidade mais importante do  estado, já que, nesse período, Campina Grande despontava como importante polo comercial e industrial não só do estado, mas também da Região Nordeste, passando a arrecadar mais impostos do que a Capital. João Pessoa, naquela época, tinha poucas indústrias e apenas desempenhava funções administrativas e comerciais. A partir dos anos 1960, após grandes investimentos privados e governamentais, tanto do governo estadual quanto do governo federal, João Pessoa ganhou novas indústrias e importância, reafirmando sua importância de cidade principal do estado, no que concerne à economia e à população.

## Tech City
Há muito tempo o município apresenta forte participação na área  tecnológica. Nos anos 40, Campina Grande era a  segunda exportadora de algodão do mundo, sendo o primeiro lugar o Liverpool, na Grã-Bretanha. Em 1967, a cidade recebe o primeiro computador de toda a região Nordeste do Brasil, que ficou no Núcleo de Processamento de Dados da Universidade Federal da Paraíba, Campus II (hoje Universidade Federal de Campina Grande). Hoje, tantos anos depois, Campina Grande é referência em se tratando de  desenvolvimento de Software e de indústrias de informática e  eletrônica.
A revista americana Newsweek escolheu, na edição de abril de 2001, 9 cidades de destaque no mundo que representam um novo modelo de Centro Tecnológico. O Brasil está presente na lista com Campina Grande, que foi a única cidade escolhida da América Latina. Em 2003, mais  uma menção foi feita à cidade: desta vez referenciada como o "Vale do Silício brasileiro", graças, além da high tech, às pesquisas envolvendo o algodão colorido ecologicamente correto.

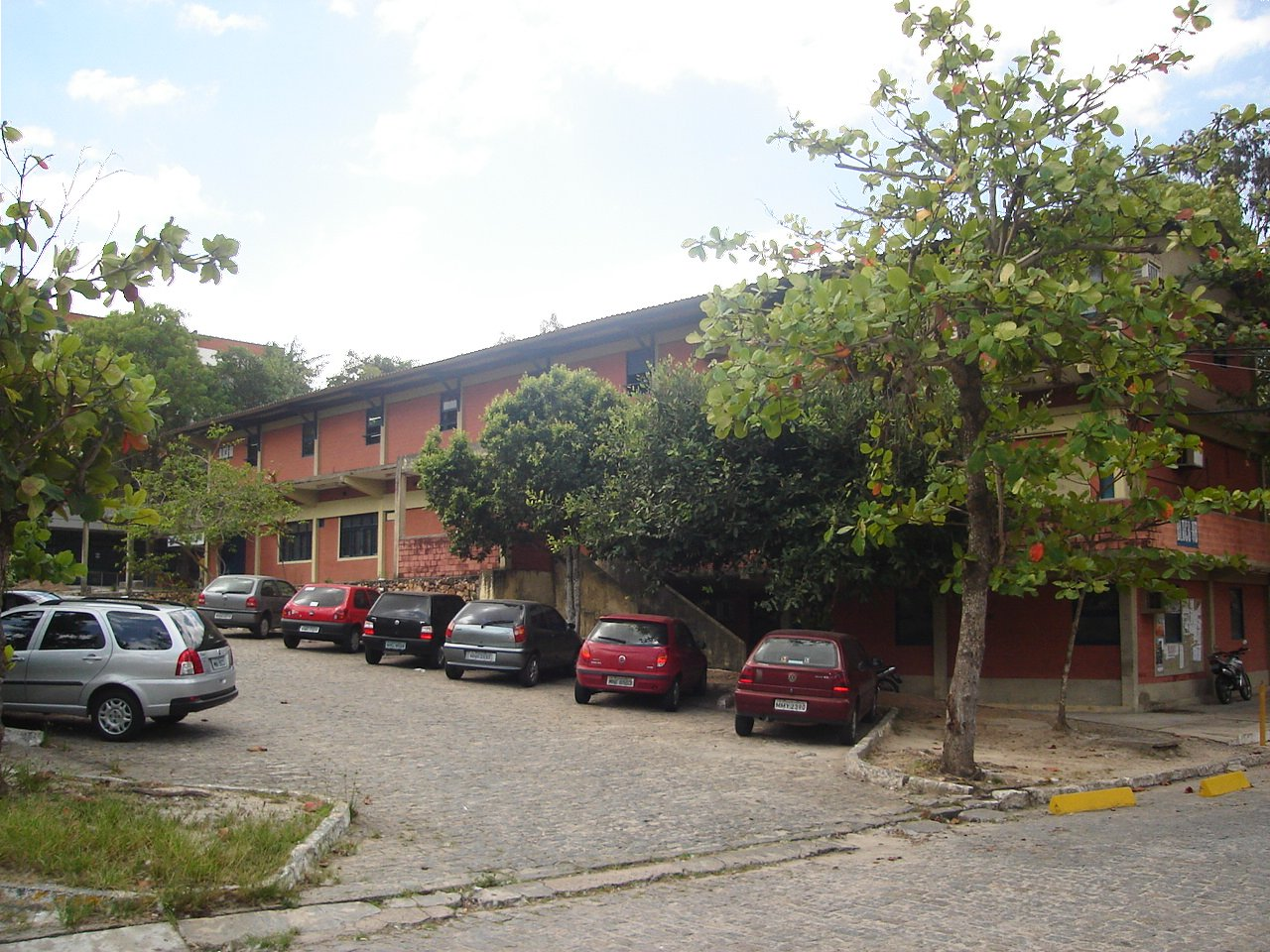
Núcleo de Processamento de Dados da Universidade Federal de Campina Grande. O primeiro computador de todo o Nordeste foi instalado aqui, ocupando todo o primeiro andar do prédio.

Segundo a revista, o motivo para o sucesso foi a Universidade Federal da Paraíba, Campus II (que em 2002 tornou-se a Universidade Federal de Campina Grande). Desde 1967, quando os acadêmicos conseguiram apoio para comprar o primeiro  computador do nordeste, um  mainframe IBM de US$ 500 mil, criou-se uma tradição na área de computação que hoje tem reconhecimento em todo o mundo.[carece de fontes?]
Campina Grande possui cerca de setenta e seis empresas produtoras de software, o que representa mais de 500 pessoas de nível superior faturando, ao todo, 25 milhões de reais por ano, o que representa 20% da receita total do município.[carece de fontes?]

As 9 cidades citadas pela Newsweek foram:
- Akron, Ohio, EUA
- Huntsville, Alabama, EUA
- Oakland, California, EUA
- Omaha, Nebraska, EUA
- Tulsa, Oklahoma, EUA
- Campina Grande, Paraíba Brasil
- Barcelona, Espanha
- Suzhou, China
- Côte d'Azur, França

## Cronologia
Cronologia desde a fundação do sítio Campina Grande, passando pelo  aparecimento da Vila Nova da Rainha até a  elevação à categoria de  cidade.
| Ano  | Acontecimento |
| 1697 | Teodósio de Oliveira Lêdo, Capitão-mor dos Sertões, aldeou os índios Ariús na região onde hoje fica Campina Grande.                                                       |
| 1790 | Como o novo nome de Vila Nova da Rainha, o sítio Campina Grande é elevado à categoria de Vila                                                                             |
| 1814 | Inaugurado o Edifício Municipal (hoje o Museu Histórico e Geográfico de Campina Grande), que também servia de cadeia, no largo da matriz (hoje Avenida Floriano Peixoto). |
| 1822 | Na Vila Nova da Rainha é criada sua primeira escola. |
| 1828 | Construção do Açude Velho. |
| 1830 | Construção do Açude Novo, como segunda fonte de abastecimento d'água para a região.                                                                                       |
| 1864 | Em 11 de outubro de 1864 é elevada à categoria de Cidade. Possuía quatro mil habitantes.                                                                                  |
| 1896 | Inauguração da primeira Agência de Telégrafos em Campina Grande, onde funcionava a Cadeia.                                                                                |
| 1907 | Inaugurada a Estação Ferroviária, no dia 2 de outubro. |
| 1909 | A cidade de Campina Grande ganha seu primeiro cinema, não muito depois dos primeiros filmes produzidos.                                                                   |
| 1915 | Fundado o Campinense Clube. |
| 1917 | Construção do Açude de Bodocongó. |
| 1923 | Inaugurada a Agência do Banco do Brasil, primeiro banco da cidade. |
| 1925 | ZInaugurado a Feira Central (Mercado Público). |
|      | Inaugurado o Banco de Campina |
| 1925 | Criado o Treze Futebol Clube. |
| 1927 | Inaugurado o sistema de abastecimento d’água em Puxinanã. |
| 1933 | Inaugurado o edifício dos Correios e Telégrafos, onde hoje fica a Praça da Bandeira.                                                                                      |
| 1940 | Inaugurado o Aeroclube de Campina Grande. |
| 1942 | Fundação do SENAI em Campina Grande. |
| 1949 | Fundada a Federação das Indústrias do Estado da Paraíba – FIEP. |
| 1950 | Inauguração do prédio atual dos Correios e Telégrafos. |
| 1958 | Construído o sistema de abastecimento d’água de Boqueirão. |
| 1962 | Criação do Clube do Trabalhador - (clube do SESI), por iniciativa da FIEP e SESI.                                                                                         |
| 1963 | Concluído o Teatro Municipal Severino Cabral. |
|      | Criada a Companhia de Eletricidade da Borborema – CELB. |
| 1966 | Fundada a TV Borborema Ltda |
|      | Fundada a Telingra, hoje Telemar |
| 1967 | Criado o Museu de Artes Assis Chateaubriand. |
| 1974 | Construção do Estádio "O Amigão". |
|      | Criado o Centro de Ciências e Tecnologia (CCT), passando as unidades da UFPB em Campina Grande, no conjunto, à denominação de Campus II.                                  |
| 1976 | Criada a Central de Abastecimento (CEASA), ligada ao Sistema Nacional de Centrais de Abastecimento – SINAC.                                                               |
| 1976 | Inaugurado o Parque Evaldo Cruz – "Parque do Açude Novo". |
| 1983 | Pela primeira vez acontece O Maior São João do Mundo |
| 1984 | Criada a Fundação Parque Tecnológico da Paraíba – PaqTcPB. |
| 1985 | Construído o Parque do Povo. |
|      | Construído a Terminal Rodoviário Argemiro de Figueiredo, a Rodoviária Nova.                                                                                               |
| 1988 | Realizada a primeira Feira de Tecnologia de Campina Grande – FETEC. |
| 1989 | Melhoramento genético da fibra do algodão colorido |
| 1989 | Realizada a primeira MICARANDE - Primeiro micareta fora da Bahia. |
| 1991 | Concluído o Shopping Luiza Motta. |
| 1992 | Inaugurado o Complexo Esportivo "Ginásio O Meninão". |
|      | Inaugurado o Museu Vivo de Ciência e Tecnologia. |
| 1993 | Inaugurado o Parque da Criança. |
| 1999 | Criação a Faculdade de Ciências Sociais Aplicadas - FACISA, a primeira faculdade particular de Campina Grande.                                                            |
| 2002 | Desmembramento da UFPB,criação da UFCG |
|      | Criação do consórcio de exportação de software - PBTECH |
| 2008 | Inaugurado o Sistema Integrado de Ônibus |